# Åsljunga
Åsljunga är en tätort i Örkelljunga kommun i Skåne län, belägen ett par mil från gränsen till Småland.
Handlingen i Max Lundgrens böcker om Åshöjdens BK utspelar sig i Åsljunga, som i böckerna fått namnet Åshöjden. Byn omnämns också i första meningen i Torssons låt Hej, Kontinent! från 1992.

## Befolkningsutveckling
| Befolkningsutvecklingen i Åsljunga 1960–2020 | Befolkningsutvecklingen i Åsljunga 1960–2020 | Befolkningsutvecklingen i Åsljunga 1960–2020 | Befolkningsutvecklingen i Åsljunga 1960–2020 | Befolkningsutvecklingen i Åsljunga 1960–2020 |
| -------------------------------------------- | -------------------------------------------- | -------------------------------------------- | -------------------------------------------- | -------------------------------------------- |
|                                              |                                              |                                              |                                              |                                              |
| År                                           |                                              |                                              | Folkmängd                                    | Areal (ha)                                   |
| 1960                                         | 1960                                         |                                              | 603                                          |                                              |
| 1965                                         | 1965                                         |                                              | 598                                          |                                              |
| 1970                                         | 1970                                         |                                              | 676                                          |                                              |
| 1975                                         | 1975                                         |                                              | 634                                          |                                              |
| 1980                                         | 1980                                         |                                              | 709                                          |                                              |
| 1990                                         | 1990                                         |                                              | 762                                          | 103                                          |
| 1995                                         | 1995                                         |                                              | 741                                          | 108                                          |
| 2000                                         | 2000                                         |                                              | 717                                          | 108                                          |
| 2005                                         | 2005                                         |                                              | 690                                          | 108                                          |
| 2010                                         | 2010                                         |                                              | 659                                          | 108                                          |
| 2015                                         | 2015                                         |                                              | 738                                          | 177                                          |
| 2020                                         | 2020                                         |                                              | 798                                          | 177                                          |
| Anm.: Sammanvuxen med småorten nedan 2015    |                                              |                                              |                                              |                                              |

Den nordvästra delen räknades av Statistiska centralbyrån före 2015 som en separat småort, "Åsljunga (del)".
| Befolkningsutvecklingen i Åsljunga (del) 1995–2010                     | Befolkningsutvecklingen i Åsljunga (del) 1995–2010 | Befolkningsutvecklingen i Åsljunga (del) 1995–2010 | Befolkningsutvecklingen i Åsljunga (del) 1995–2010 | Befolkningsutvecklingen i Åsljunga (del) 1995–2010 |
| ---------------------------------------------------------------------- | -------------------------------------------------- | -------------------------------------------------- | -------------------------------------------------- | -------------------------------------------------- |
|                                                                        |                                                    |                                                    |                                                    |                                                    |
| År                                                                     |                                                    |                                                    | Folkmängd                                          | Areal (ha)                                         |
| 1995                                                                   | 1995                                               |                                                    | 50                                                 | 18#                                                |
| 2000                                                                   | 2000                                               |                                                    | 57                                                 | 18#                                                |
| 2005                                                                   | 2005                                               |                                                    | 65                                                 | 20#                                                |
| 2010                                                                   | 2010                                               |                                                    | 62                                                 | 20#                                                |
| Anm.: Ny småort 1995, sammanvuxen med tätorten ovan 2015 # Som småort. |                                                    |                                                    |                                                    |                                                    |

## Samhället
Åsljunga präglas till stor del av att det ligger i det område som skämtsamt brukar kallas för "Det Skånska Bibelbältet". Byn har ett flertal samlingsplatser för religiösa sammankomster:
- BV:s Missionshus är en del av Bibeltrogna Vänner.
- EFS:s Missionshus, tillhörande EFS, är numera sålt och nedlagt.
- EFS-Gården har konfirmandundervisning och hyr även ut kanoter.[6]
- Åsljunga småkyrka är det närmaste man kommer en kyrka i Åsljunga. Den invigdes den 26 oktober 1980, är ritad av Ingvar Eknor och kostade nästan exakt 1 miljon kronor. Inredning och smidesdetaljer är utförda av lokala hantverkare.

I von Reisers skola, uppkallad efter Anders von Reiser, finns Åsljunga bibliotek.

### Butiker och hotell
- Kaptensgården är ett vandrarhem med cirka 40 bäddar, de har även café och konferens.
- Nature Shelter Hotel - Åsljungagården har hotell och konferenser. Gården byggdes av Friluftsfrämjandet i Helsingborg och ritades av stadsarkitekt Arne Ljung.
- 24 food - Obemannad mataffär

## Industri

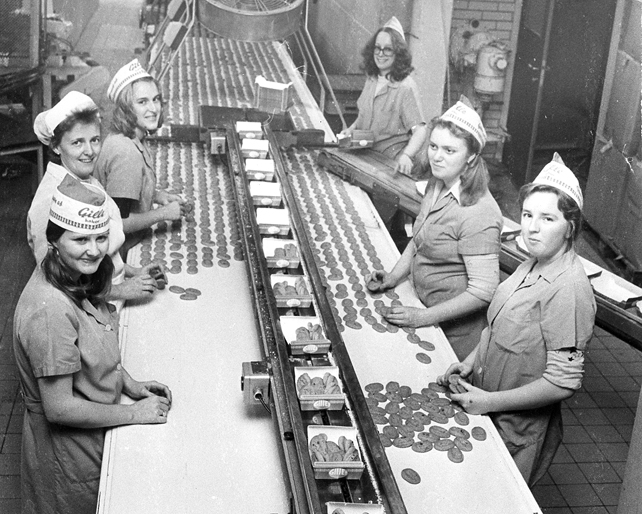
Gillebagaren i Åsljunga.

- "Bröderna Nilsson" kallas fortfarande ett industriområde mitt i byn fast det varit nedlagt i flera år. Numera huserar möbeltillverkaren Harbo där, men använder byggnaderna endast som lager.
- Gillebagaren eller "Gille" startade i Åsljunga och är den största arbetsgivaren i byn. De har nu även fabrik i Örkelljunga, men har kvar kontoret i Åsljunga. I Sverige har Gillebagaren över 40 % andel av småkaksmarknaden och är därmed marknadsledare (2006).[7] Företaget ägs sedan 2008 av Continental Bakeries, en holländsk bagerikoncern.
- Konstruktionsbakelit (KB) startade i Åsljunga, men har flyttat till Örkelljunga och den ursprungliga byggnaden står tom. De tillverkar plastdetaljer till flera kända företag.
- Linds Snickeri är ett litet företag som bland annat tillverkar möbler.[8]
- Skånefågel Fjäderfäslakteri AB.
- Åsljunga Mekaniska sysslar med svarv- och fräsarbeten i plast och metall.[9]
- Åsljunga Möbelfabrik.
- Åsljunga Pallen tillverkar lastpallar och har en skön slogan: "Lastpallar som pallar last". Företaget är dock, namnet till trots, beläget i byn Vemmentorp. Namnet kommer från att företaget, när järnvägen var i drift, skickade en stor del av sina produkter via Åsljunga järnvägsstation.[10]
- Lack och Färg tillverkar målarfärg.
- Nilssons Elektriska är en elinstallationsfirma.

## Kommunikationer

### Bussar
Bussar går dagligen till Markaryd och Helsingborg (Skåneexpressen linje 10). Skolbussen (Regionbuss linje 521) gick tidigare också genom Åsljunga mellan Markaryd till Klippan. Trafiken lades ned 2010. Denna led trafikerades på 1990-talet av en ledbuss och/eller ibland av två bussar på grund av det stora antalet skolungdomar. 

### Cykelvägar

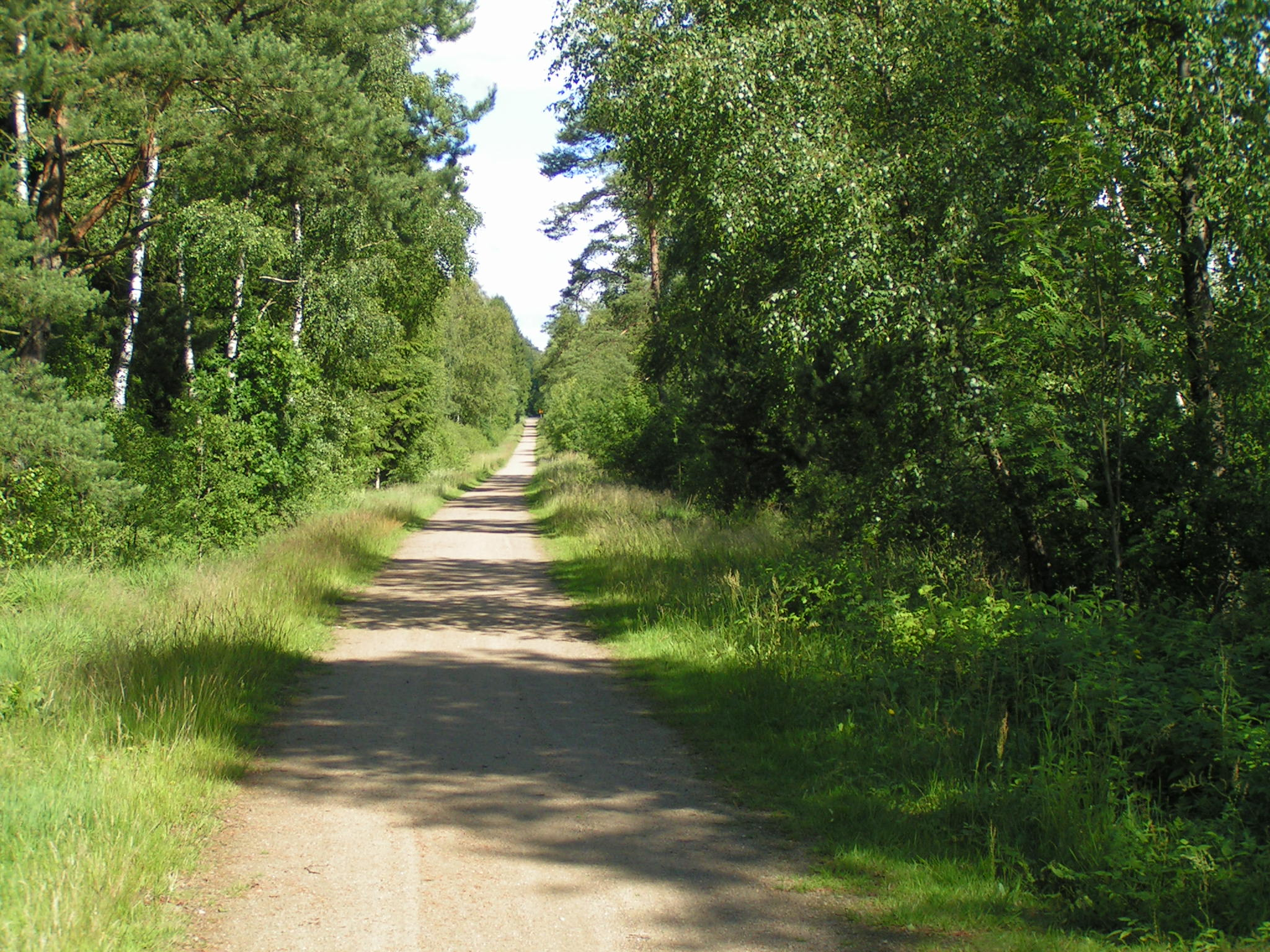
Cykelbanan (gamla järnvägen).

Där järnvägsspåren legat finns nu en cykelbana som går till Skånes-Fagerhult och Eket.

### Gångvägar
Skåneleden går genom samhället. 

### Järnväg
Skåne-Smålands Järnväg, som öppnades för trafik 1894, var förr i tiden en viktig kommunikationsled genom Åsljunga. Persontrafiken upprätthölls till 1968. Numera är all järnvägstrafik nedlagd, spåren upprivna och stationshuset förvandlat till elfirma.

### Vägar
Vägen från Åsljunga till Örkelljunga genom Ånalt har funnits ända från stenåldern.

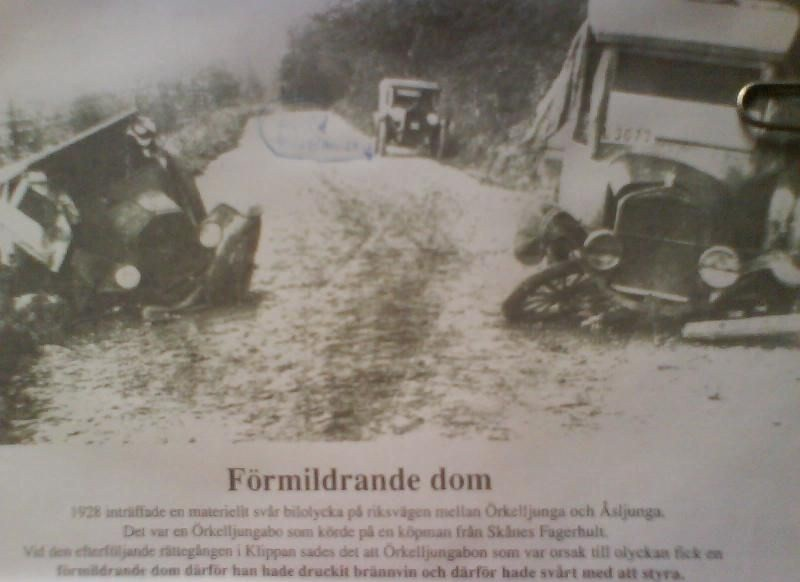
Omtalad kollision utanför Åsljunga.

#### E4:an
Ända sedan begreppet Riksettan skapades har den gått genom Åsljunga. Först som en slingrande väg mellan husen (idag Spångavägen och Landshövdingevägen), men från 1955 som en modernare och rakare väg. År 1962 fick den namnet E4, fortfarande rakt genom tätorten. Den västra sidan kallades då för Åsljunga medan den östra i folkmun hette "Åsljunga by". Numera är E4:an flyttad utanför byn och är en motorväg som går strax öster om orten. Gång- och cykelbron (uppsatt 1973) som gick över den är riven.

#### Länsväg 108
Länsväg 108 började förut i Åsljunga och gick till Trelleborg. Den startade vid före detta motellet och gick förbi Lärkesholmsområdet. Numera går den istället från Skåneporten och Örkelljunga tillsammans med riksväg 24.

### Postnummer
Det gamla postnumret för orten var "286 00 Örkelljunga" och postkontoret hette "Örkelljunga 2". Detta ändrades på 1990-talet till "286 72 Åsljunga". Postkontoret i Åsljunga hade sin sista dag den 31 augusti 1992. Ortens då enda livsmedelsbutik tog över som ombud både för apotek, post och spel. Även den butiken är numera nedlagd.

## Natur
Alfred Fjelner har beskrivit naturen i trakten som en plats där ”Skåne leker Småland”.

### Åsen/Klinten
Ortnamnet består av två delar, ås som betyder en långsmal höjd, och ljung som syftar på att det fanns mycket ljung i Åsljunga med omnejd. Förr i tiden, innan skogen vuxit upp som den är i dag, bestod landskapet i trakten av ljunghedar. Den utlöpare från Hallandsåsen, som Åsljunga ligger på och vid, syntes då tydligt när man närmade sig byn. Byn är omgiven av bland- och granskog, några kilometer bort finns även en vacker bokskog i Lärkesholm.
Berget Åsljunga Klint ("Åsljungaklippan" eller bara "Klinten") når cirka 162 meter över havet. Här fanns för många år sedan en skidlift nära Åsljungagården. Vid fint väder kan man se flera kilometer bort. Berget har en rik ormbunksflora med nära på samtliga i kommunen påträffade arter. Här finns till exempel nordbräken, kambräken och tidigare även kärrbräken.

### Sjöar

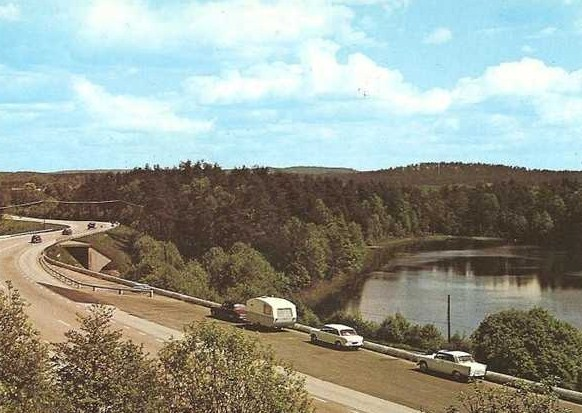
Rastplatsen vid Trollsjön 1973.

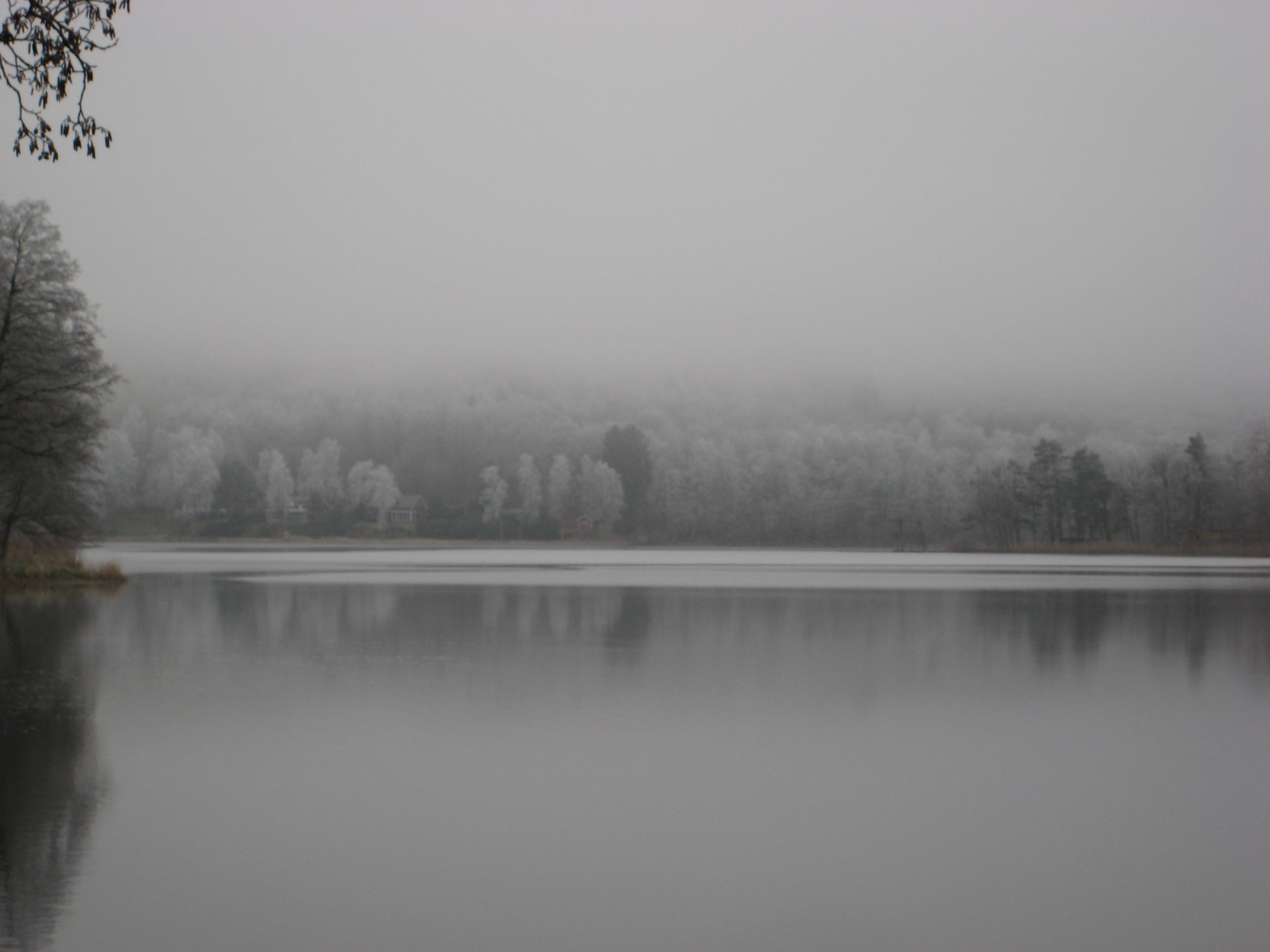
Åsljungasjön med hopptornet vagt synligt.

Det finns gott om sjöar runt om och i Åsljunga:
- Gårdsjön ligger nära Hultasjön, åt Järnbläst till, och är ingen badsjö.
- Hultasjön ligger några kilometer utanför byn, här finns bastu, bryggor och tennisplan.
- Krokasjön är en tjärn som ligger mellan Vemmentorpasjön och Gårdsjön.
- Lilla Lärkesholmssjön, eller "Lillsjön" som den också kallas, ligger väster om Lärkesholmssjön. Bilväg finns över rullstensåsen på den smala landremsan mellan sjöarna. I sjön växer de för Skåne sällsynta arterna nordnäckros och flotagräs.
- Långasjön ligger på andra sidan av vägen vid Hultasjön.
- (Stora) Lärkesholmssjön ligger vid strövområdet Lärkesholm några kilometer bort. Här badplats och grillplats mellan de båda Lärkesholmssjöarna och vid Skåneledens vindskydd. Vid sjön finns sällsynta arter som dvärghäxört, gullpudra, springkorn, gulplister, skogsbräsma, skärmstarr, smörboll och kransrams.[13]
- Sörsjön är mest ett igenväxt hål bredvid gamla E4:an mellan Åsljunga och Örkelljunga, inga stigar leder till denna "tjärn".
- Trollsjön, eller "Lilla Hålsjön" som den också kallas, är en liten fiskesjö bredvid Åsljungasjön. Regnbågsöring finns här utplanterad.[14]
- Vemmentorpasjön kommer man till via Sonnarpsvägen från Åsljunga. Här ligger Nordvästra Skånes (fd Kulla Scoutdistrikt) lägerområde, där man kan bada och fiska gädda och abborre.[15]
- Åsljungasjön ligger mitt i byn och har hopptorn, bryggor och omklädningsrum. Sjön svämmar ibland över vid fotbollsplanen Sjövallen. I sjön ska det finnas abborre, braxen, gädda, gös, karp, sutare och ål.[16] En promenadstig finns även runt sjön. Pinnån rinner härifrån till Rönne å.

### Fiskedammar
- Spångabäckens Fiskodling, utanför Åsljunga på vägen mot Örkelljunga, har flera dammar med regnbåge och öring. Här finns även en gårdsbutik.[17]
- Vid Lärkesholms gård finns också gamla fiskdammar noterade Carl von Linné vid sitt besök 1749.[18]

### Djur
Åsljungas kringliggande skogar har ett rikt djurliv med uggla, räv, tjäder, orre, älg, rådjur, ekorre med flera. Det ska även ha observerats lodjur för länge sedan.[källa behövs] I sjöarna finns storlom, svan, and och grågås. Även någon enstaka skarv och häger syns ibland i byn. Tornseglare och på senare tid även fiskmås uppehåller sig här på sommaren.

## Sport/Fritid

### 91:an-marschen
Tidigare arrangerades en årlig vandring runt Åsljunga av Tockarps IK, år 2010 var 27:e och sista året marschen arrangerades. 
Den första 91:an-marschen åkte deltagarna buss till Stavershult och gick tillbaka till Åsljunga. Stigar finns med olika längd. Start och mål var vid von Reisers skola. Marschen kallades för 91:an-marschen eftersom det ryktades om att förebilden till 91:an Karlsson skulle ha kommit från Örkelljungatrakten.
När vandringen hade 15-årsjubileum och gästades av Thore Skogman var deltagarantalet nästan tusen personer.

### Fotboll
Tidigare fanns fotbollsklubben Åsljunga SK, de pendlade oftast mellan division 5 och division 6, men spelade även i division 4. Sjövallen var ÅSK:s hemmaplan, strax intill finns även en sjumannaplan och skolans bollplaner. Klubben ville en gång i tiden byta namn till Åshöjdens BK, men detta namn var redan taget av en annan klubb. Numera har klubben bytt namn till FC Örkelljunga, flyttat till kommunens centralort och Åsljungas planer har övergivits.

### Tennis
Det finns tennisplaner vid Åsljungagården och Hultasjön. Det har även funnits en tennisplan på asfalten på Bröderna Nilssons område, men den är sedan länge försvunnen.

### Squash
Tar man vägen mot Sonnarp och senare viker av mot en liten väg som går mot Örkelljunga kommer man till ett hus strax innan Örkelljunga där man kan spela squash. Här kan man betala i en liten låda och ha hela hallen för sig själv.

### Åsljunga sporthall
Det finns även en sporthall bredvid Sjövallen där man kan spela tennis, handboll, basket, innebandy med mera. På övervåningen finns möjlighet att spela biljard i fritidsgården.
Sonnarps äventyrsområde
Sonnarps äventyrsområdet ligger vid Vemmentorpasjön och ägs av Nordvästra Skånes scoutdistrikt.

## Föreningar
- Åsljunga Intresseförening tar bland annat hand om skötseln av Åsljungasjöns badplats.[19]
- Åsljunga Filatelistklubb.
- Åsljunga Socialdemokratiska Förening.

## Kända personer
- Daniel Andertun, vann Kvitt eller dubbelt 2004; han är den yngsta som har vunnit genom tiderna (9 år)[källa behövs]
- Emanuel Lundgren, artist, frontmannen i I'm from Barcelona
- Max Lundgren, författare, bodde aldrig i Åsljunga, men tillbringade sommarloven där och spelade då i Åsljunga SK.[4]
- Olle Sjödahl, fotbollsspelare som blev svensk mästare med Halmstads BK 1979 under ledning av Roy Hodgson, men var mestadels förpassad till bänken och spelade bara sju matcher; spelade även flera år i Åsljunga SK
- Thomas Sol Sunhede, låg bakom radioprogrammet Syntax Error i Sveriges Radio P3; för övrigt hade han en tid Emanuel Lundgren som gitarrlärare. Även han har ett förflutet i Åsljunga SK och har skrivit boken Två skägg med mos[20]
- Anders von Reiser, herre på Lärkesholms gods utanför Åsljunga; skolan i byn är döpt efter honom och hans stipendier delas fortfarande ut till skolungdomar.